# 2022年冬季奧林匹克運動會中華台北代表團
2022年冬季奧林匹克運動會中華台北代表團是中華民國（台灣）以「中華台北」名義所派出的2022年冬季奧林匹克運動會代表團。這是台灣第11次以「中華台北」名義參加冬奧。
中華台北隊在該屆冬奧參加高山滑雪、雪橇和競速滑冰三個大項的比賽，代表團由15人組成，包括1名男運動員和3名女運動員。代表團的女選手多過男選手，這在該隊冬奧參賽史上尚屬首次。代表團的15名成員分別從美國鹽湖城、瑞士蘇黎世、台灣等不同的地點出發前往北京。
2022年1月28日，中華民國教育部體育署表示因防疫及航班因素，中華台北代表團不會出席本屆冬奧開閉幕式。然而在國際奧林匹克委員會的要求下，中華台北隊調整計劃，決定派出代表團成員參與開幕式，隊伍指定高山滑雪選手何秉睿和競速滑冰選手黃郁婷擔任開幕式旗手。開幕式期間，中華台北代表團依簡體中文筆劃順序被排在第11位，在日本和中國香港之間進場，對於在香港隊之前進場，中華奧委會表示，入場安排與2008年北京奧運時類似，沒有任何政治動作。後來代表團也決定出席閉幕式，由高山滑雪選手李玟儀擔任旗手。

## 高山滑雪
根據國際滑雪總會公佈的各代表團所獲席位列表，中華台北隊在高山滑雪項目上共可派出一名男選手和一名女選手參賽。這是該隊30年來首次參加冬奧高山滑雪項目。中華台北隊指定何秉睿和李玟儀代表隊伍出賽。
| 運動員 | 項目     | 第一次  | 第一次 | 第二次  | 第二次 | 總計    | 總計 |
| 運動員 | 項目     | 時間    | 排名   | 時間    | 排名   | 時間    | 排名 |
| ------ | -------- | ------- | ------ | ------- | ------ | ------- | ---- |
| 何秉睿 | 男子曲道 | DNF     | DNF    | DNF     | DNF    | DNF     | DNF  |
| 李玟儀 | 女子曲道 | 1:36.49 | 58     | 1:09.55 | 50     | 2:46.04 | 50   |

## 雪橇
雪橇選手林欣蓉憑藉2021–22賽季雪橇世界盃的排名為中華台北隊取得一個女子單人名額。
| 运动员 | 项目     | 第一次   | 第一次 | 第二次   | 第二次 | 第三次   | 第三次 | 第四次 | 第四次 | 总计     | 总计 |
| 运动员 | 项目     | 时间     | 排名   | 时间     | 排名   | 时间     | 排名   | 时间   | 排名   | 时间     | 排名 |
| ------ | -------- | -------- | ------ | -------- | ------ | -------- | ------ | ------ | ------ | -------- | ---- |
| 林欣蓉 | 女子單人 | 1:01.550 | 32     | 1:01.057 | 29     | 1:01.004 | 30     | 未晋级 | 未晋级 | 3:03.611 | 31   |

## 競速滑冰
中華台北隊共有一名競速滑冰選手獲得冬奧資格。黃郁婷憑藉2021–22賽季世界杯分站賽的表現獲得資格。
| 運動員 | 項目         | 時間    | 排名 |
| ------ | ------------ | ------- | ---- |
| 黃郁婷 | 女子500公尺  | 39.23   | 26   |
| 黃郁婷 | 女子1000公尺 | 1:17.35 | 24   |
| 黃郁婷 | 女子1500公尺 | 2:00.78 | 26   |

## 外部連結
- 中華奧林匹克委員會專頁（页面存档备份，存于）